# Kletekan
Kletekan is een bestuurslaag in het regentschap Ngawi van de provincie Oost-Java, Indonesië. Kletekan telt 2929 inwoners (volkstelling 2010).